# Toyota Verso
Le Toyota Verso est un monospace compact de la marque japonaise Toyota, présenté en mars 2009, au salon de Genève, en Suisse. Le Verso est le remplaçant du Toyota Corolla Verso. Il est disponible avec deux moteurs essences de 132 et 147 ch, une version suisse spéciale en édition très limitée avec un compresseur (Bemani), poussant la version 147ch à 244ch et trois moteurs Diesel de 126, 150 et 177 ch. En 2013, Toyota a remplacé l'entièreté de ses moteurs Diesel par un bloc 1,6 L, issu de la collaboration avec BMW, ce dernier développant 112 ch. Les autres Diesel ont été supprimés à cause d'une consommation et de rejets de CO2 trop grands pour un monospace moyen. Dessiné en France, il est destiné à l'Europe (non diffusé au Japon ou aux États-Unis). Il est basé sur la plate-forme proche de celle de la Toyota Avensis.
En 2016, le Verso est amélioré techniquement avec le système multimédia, les jantes, le volant, les finitions, et son tarif hausse à 500 euros.

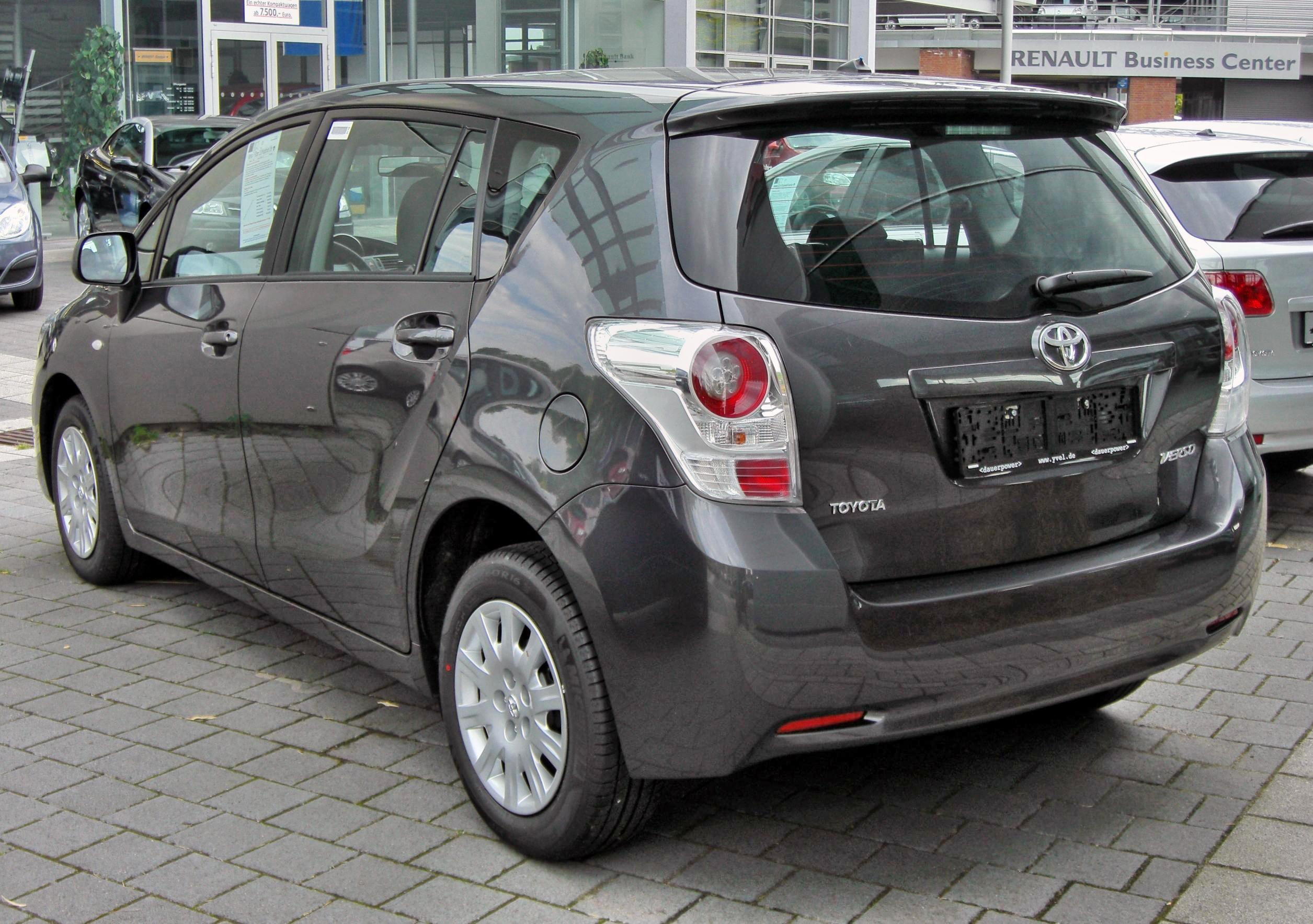
Toyota Verso grise

## Restylage

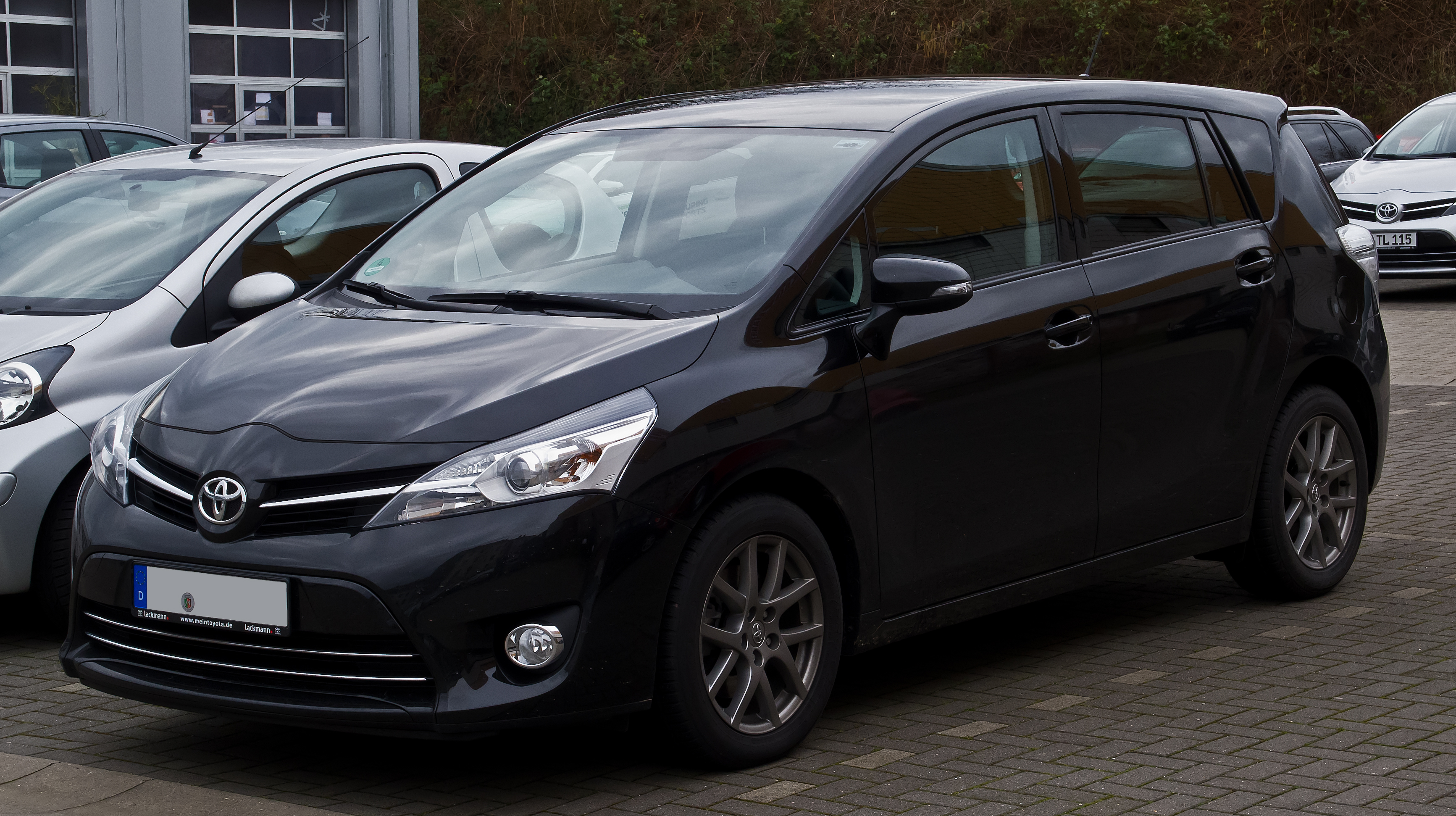
Toyota Verso restylé

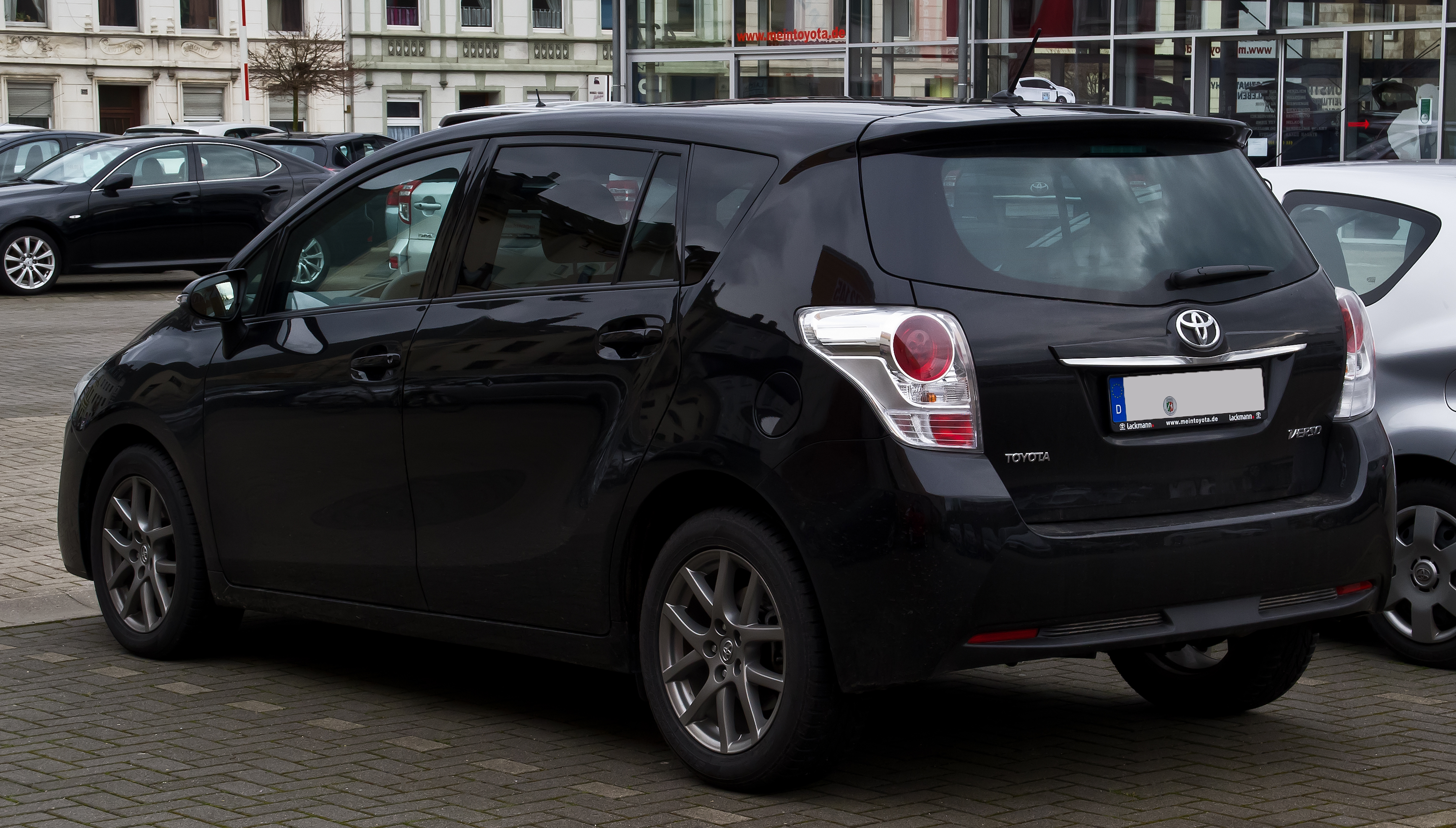
Toyota Verso restylé

Le Verso restylé, dont le design a été réalisé par le studio de style européen de Toyota, ED2, est lancé en février 2013. Son design s'approche de la nouvelle Auris.

## Motorisations
Moteur et transmission
- Moteur(s) Essence :
- 4 cyl. 1,6 L
- 4 cyl. 1,8 L
- 4 cyl. 1,8 L Compresseur (Bemani)

Diesel :
- 4 cyl. 1,6 L D-4D
- 4 cyl. 2,0 L D-4D
- 4 cyl. 2,2 L D-4D
- 4 cyl. 2,2 L D-CAT
- Puissance maximale : 112 à 244 ch (82 à 180 kW)
- Couple maximal : 160 à 400 N m
- Transmission : Aux roues AV
- BVM à 6 rapports
- BV CVT
- Émission de CO2 : 119 à 158 g/km

## Finitions

### Séries spéciales
- Technoline